# Pterois miles
Pterois miles är en fiskart som först beskrevs av Bennett 1828.  Pterois miles ingår i släktet Pterois och familjen Scorpaenidae. Inga underarter finns listade i Catalogue of Life.